# Regione di Bundaberg
La regione di Bundaberg è una Local Government Area che si trova nel Queensland. Essa si estende su una superficie di 6.449,1 chilometri quadrati e ha una popolazione di 89.810 abitanti. La sede del consiglio si trova a Bundaberg.